# A Bride for Christmas
A Bride for Christmas is een Amerikaanse romantische komedie van Hallmark Channel uit 2012. De film is van de hand van Gary Yates en heeft Arielle Kebbel in de hoofdrol.

## Verhaal
Een paar weken voor kerstmis loopt Jessie weg voor haar eigen huwelijk met Mike. Het is de derde keer dat haar dit overkomt, en ze besluit dan ook het huwelijk af te zweren. Tezelfdertijd wedt eeuwige vrijgezel Aiden dat hij tegen kerstmis een vrouw kan overtuigen met hem te trouwen.
De twee ontmoeten elkaar op een vernissage waar Aiden Jessie inhuurt om zijn appartement op te knappen. Ze blijft ondanks zijn versierpogingen afstandelijk, maar na verloop van tijd vallen ze toch voor elkaar. Aiden beëindigt om die reden ook de weddenschap en incasseert zijn verlies.
Uiteindelijk is het Jessie die Aiden ten huwelijk vraagt, maar kort voor het grote gebeuren krijgt ze lucht van de weddenschap en blaast alles af. Op kerstdag slaagt Aiden er alsnog in haar te overtuigen van zijn bedoelingen en de twee huwen nog diezelfde middag in het huis van Jessies ouders.

## Rolverdeling
- Arielle Kebbel als Jessie Patterston, de protagonist; een binnenhuisarchitecte die tot driemaal toe een verloving verbrak.
- Andrew Walker als Aiden MacTierson, de man die een weddenschap aangaat met betrekking tot Jessie.
- Kimberly Sustad als Vivian Patterston, Jessies lestische zus en collega.
- Sage Brocklebank als Mike, Jessies derde verloofde; loodgieter van beroep.
- Peter Benson als Matt Harper, Jessies tweede verloofde; filmrecensent van beroep.
- Kyle Cassie als Owen, Jessies eerste verloofde; televisieweeranker van beroep.
- Karen Kruper als Susan Patterston, Jessies moeder.
- Eric Keenleyside als Hank Patterston, Jessies vader.